# Eric Hansson
Eric Hansson fue un deportista sueco que compitió en tiro con arco, en la modalidad de arco recurvo. Ganó tres medallas de bronce en el Campeonato Mundial de Tiro con Arco al Aire Libre entre los años 1935 y 1937.

## Palmarés internacional
| Campeonato Mundial al Aire Libre | Campeonato Mundial al Aire Libre | Campeonato Mundial al Aire Libre | Campeonato Mundial al Aire Libre |
| Año                              | Lugar                            | Medalla                          | Prueba                           |
| -------------------------------- | -------------------------------- | -------------------------------- | -------------------------------- |
| 1935                             | Bruselas (Bélgica)               | Medalla de bronce                | Equipo                           |
| 1936                             | Praga (Checoslovaquia)           | Medalla de bronce                | Equipo                           |
| 1937                             | París (Francia)                  | Medalla de bronce                | Equipo                           |